# Pontecchio Polesine
Pontecchio Polesine este o comună din provincia Rovigo, regiunea Veneto, Italia, cu o populație de 2.219 locuitori (1 ianuarie 2023) și o suprafață de 11,53 km².

## Demografie
Pontecchio Polesine - evoluția demografică

|  | Graficele sunt indisponibile din cauza unor probleme tehnice. Mai multe informații se găsesc la Phabricator și la wiki-ul MediaWiki. |

Date: Recensăminte sau birourile de statistică - grafică realizată de Wikipedia